# Аджиєв Руслан Дадаєвич
Руслан Дадаєвич Аджиєв (нар. 25 липня 1963, Рибаче, нині Баликчи, Іссик-Кульська область, Киргизька РСР) — радянський та киргизький футболіст, виступав на позиції нападника та півзахисника.

## Життєпис
Вихованець фрунзенської РСДЮСШОР. На дорослому рівні дебютував у 1980 році в складі провідного клубу республіки — «Алга» у другій лізі й провів у команді п'ять сезонів. У 1985 році перебував у заявці бакинського «Нефтчі», але жодного матчу не зіграв. Потім виступав за ферганський «Нафтовик», а в 1988 році провів один сезон у першій лізі в складі «Таврії». З 1989 року й до розпаду СРСР знову грав за «Алгу». Всього у складі бішкекського клубу зіграв щонайменше 220 матчів та відзначився 76 голами.
На початку 1990-х років грав у вищому дивізіоні Болгарії за «Міньор» (Перник) і «Славію» (Софія). Також грав за клуб чемпіонату Тунісу «Сфаксьєн», клуб чемпіонату Казахстану «Шахтар» (Караганда) і в одному з нижчих дивізіонів Греції за «Харавгіакос» (Афіни). У 1995-1996 роках виступав в першій і третій лігах Росії за «Ладу» (Тольятті) і «Газовик» (Оренбург).
У проміжках між зарубіжними періодами кар'єри виступав за клуби чемпіонату Киргизстану — «Спартак» (пізніше — «Ак-Марал») з Токмака, «КВТ-Динамо» (Кара-Балта), «АІК» (пізніше — «Національна Гвардія») з Бішкека. Останнім клубом футболіста став 2000 року бішкекський «Еколог».
Бере участь в змаганнях ветеранів в Киргизстану.

## Особисте життя
Брат Назім (народився 1967) також був футболістом, виступав за збірну Киргизстану. У ряді команд («Ак-Марал», «Шахтар» Караганда, «Газовик» Оренбург, «Гвардія») брати грали разом.